# Dasyllina fulvithorax
Dasyllina fulvithorax là một loài ruồi trong họ Asilidae. Dasyllina fulvithorax được Bromley miêu tả năm 1935.